# Igor Matovič
Igor Matovič, slovaški politik; * 11. maj 1973, Trnava, Slovaška. 
Rodil se je v Trnavi, študiral je na Univerzi Komenskega in se ukvarjal z založništvom. Matovič, izvoljen v državni svet leta 2010 na listi stranke Svoboda in solidarnost, je leta 2011 ustanovil desnosredinsko gibanje Navadni ljudje (Obyčajní ľudia), ki je kandidiralo na protikorupcijski listi. Njegovo protikorupcijsko kampanjo so zaznamovali "oglaševalski triki, ki osvetljujejo domnevno cepljenje", predvsem s poudarkom na parlamentarnih privilegijih in podkupovanju.
Matovič je bil izvoljen leta 2020, njegova stranka pa je dobila zadostno število sedežev za vstop v koalicijsko vlado s še tremi centrističnimi in desnimi strankami. Kot predsednik vlade Republike Slovaške je prisegel 21. marca 2020. Zaradi politične krize, ki je nastala ob nakupu ruskega cepiva Sputnik 5 proti koronavirusu, je Matovič 1. aprila 2021 odstopil in položaj zamenjal s finančnim ministrom.

## Zgodnje življenje
Igor Matovič se je rodil v Trnavi 11. maja 1973. Leta 1993 je začel študirati na Fakulteti za management Univerze Komenskega, kjer je diplomiral leta 1998. Leta 1997 je ustanovil podjetje in med letoma 2002 in 2010 deloval kot izvršni direktor založbe Trnava regionPRESS. Matovič je podjetje kasneje prenesel na svojo ženo Pavlino (rojeno Repaska). Agence France-Presse ga je opisala kot "ekscentričnega samozavestnega milijonarja in nekdanjega šefa medijev", ki je postal "medijsko podkovan, a nepredvidljiv politik".

## Politična kariera
Leta 2010 je Matovič ustanovil državljansko gibanje Navadni ljudje (Obyčajní ľudia), ki je bilo praviloma desnosredinsko in je poudarjalo boj proti korupciji. Matovič je državljansko gibanje oglaševal z brezplačnimi letaki, ki jih je distribuiralo tiskovno podjetje njegove družine. Skupaj s tremi drugimi poslanci OĽaNO je na volitvah leta 2010 prvič zmagal na listi Svobode in solidarnosti (SaS). V poslanski skupini SaS je sedel do februarja naslednje leto, ko je podprl predloge opozicijske Smerjeve omejitve večkratnega državljanstva. Zaradi Matovičevega nasprotovanja vladnemu stališču je SaS izpadel iz koalicije. Leta 2011 je vlada Ivete Radičove razpadla, kar je privedlo do novih volitev leta 2012. Na čelu z Matovičem so bili navadni ljudje rekonstituirani v neodvisno politično stranko OĽaNO (Navadni ljudje in neodvisne osebnosti). OĽaNO je osvojil 8,55 % in 16 sedežev v parlamentu. V opoziciji je ostal, ker ni hotel sodelovati s Smer-SD.
Kot vodja organizacije OĽaNO je Matovič pozornost pritegnil s kampanjami proti korupciji. Da bi nasprotoval poslanski imuniteti, je avto parkiral na prehodu za pešce in svojo parlamentarno izkaznico pokazal policiji; da bi nasprotoval korupciji, je opravil poligrafski test, v katerem je izjavil, da nikoli ni sprejemal podkupnin. Robert Micovič pa je Matoviča obtožil neprimernosti pri fiktivni prodaji podjetja regionPRESS za 122 milijonov slovaških kron zaposlenemu Pavlu Vandáku, ki naj bi denar dobil z internega računa. Matovič to zanika.

## Predsednik vlade Slovaške
Matovičeva stranka OĽaNO je na slovaških parlamentarnih volitvah 29. februarja 2020, prejela več glasov in osvojila 53 sedežev v 150-članskem državnem svetu s 25,02% glasov. Korupcija je bila glavno vprašanje na volitvah, kar je pomagalo Matoviču, ki se je že dolgo pozicioniral kot protikorupcijski aktivist. 13. marca je Matovič sporočil, da je z vladajočo koalicijo dosegel dogovor z ostalimi centrističnimi in desnimi strankami Smo družina, Svoboda in solidarnost in Za ljudi, čeprav se nista dogovorila o skupnem vladnem programu. Izbire za novo sestavi kabineta ni razkril. Matovič je 16. marca predsednici Zuzani Čaputová predložil izbor kabineta. Sestava novega kabineta je bila razkrita 18. marca, prisega pa je potekala 21. marca 2020.
Julija 2020 je Matovič priznal, da je bilo njegovo magistrsko delo po preiskavi Denníka N ugotovljeno za plagiat, saj da so bile iz virov prevzete celotne strani in grafikoni. Dejal je, da bo odstopil po izpolnitvi vseh volilnih obljub. Univerza Komenskega v Bratislavi je potrdila plagiat magistrskega dela.
Sociolog Bratislavskega političnega inštituta Michal Vašečka je izjavil, da je "Matovič jezo družbe začel preoblikovati v razredno vojno: mesto proti podeželju, izobraženi proti neizobraženim, navadni ljudje proti elitam." Predlagal je, da bi to povzročilo politično polarizacijo. Matovičeva vlada je za obvladovanje epidemije koronavirusa naročila tudi rusko cepivo Sputnik 5, kar je sprožilo mesec dni trajajočo vladno krizo na Slovašem. Slovaška predsednica Zuzana Čaputova je Matoviča 23. marca 2021 pozvala k odstopu. 1. aprila 2021 je položaj zamenjal s finančnim ministrom Eduardom Hegerjem.